# Val (rozhledna)
Rozhledna Val (též Rozhledna na Dolní Hedeči) se nachází na vrcholu Val v Hanušovické vrchovině. Rozhledna stojí na katastrálním území vsi Dolní Hedeč v okresu Ústí nad Orlicí, asi 2,5 kilometru jihovýchodně od centra města Králíky.
Rozhlednu tvoří telekomunikační věž s vyhlídkovou plošinou. Z plošiny je výhled na Králický Sněžník, Hrubý Jeseník, Hanušovickou vrchovinu, Orlické hory, Bystřické hory a do Kladské kotliny. Rozhledna byla zpřístupněna veřejnosti 16. června 2003.

## Stavební a technické údaje
V roce 2000 pojala společnost Český mobil záměr vybudovat na vrcholu Val stožár pro vysílací antény. Záměr byl zastupitelstvem města Králíky schválen pod podmínkou využití jako turistické rozhledny.
Stavba byla dokončena roku 2002. Jedná se o montovanou ocelovou konstrukci s vyhlídkovou plošinou ve výšce 22 metrů. K ní vede sedmiramenné schodiště se 102 schody. Nad vyhlídkovou plošinou je ve výšce 25 metrů plošina pro údržbu (nepřístupná). V úpatí rozhledny je umístěn objekt technického zařízení vodojemu (ve správě VaK Jablonné nad Orlicí).
Vlastníkem stavby je Vodafone Czech Republic a provozovatelem město Králíky. Obdobná rozhledna stojí na Ruprechtickém Špičáku, kde ji stejné době nechal vystavět totožný operátor.

## Přístup
K rozhledně je dobrý přístup pěšky, na kole i autem. Kolem rozhledny prochází místní asfaltová komunikace. Z centra města Králíky vede přes Horu Matky Boží tři kilometry dlouhá, žlutě značená turistická trasa.